# Antonio Puig Campillo
Antonio Puig Campillo (Santomera, 1876-Cartagena, 1960) fue un historiador y pedagogo español, miembro de la Real Academia de la Historia. Casado con Rosa Rosique Basilio, tuvo cinco hijos. Hijo del también historiador José Puig Valera y abuelo del escritor Antonio J. del Puig y tío del director de teatro; cine y televisión Gustavo Pérez Puig. Entre sus alumnos destacan José María Jover Zamora (también académico de la Real de la Historia) y José María Rubio Paredes, académico de la Real Academia Alfonso X el Sabio. Los ayuntamientos de Cartagena, Murcia y Santomera han honrado su memoria poniendo su nombre a calles y plazas de sus localidades.

## Biografía
Antonio Puig Campillo nace en Santomera en 1876. No se puede precisar la fecha de su nacimiento, pues según su biógrafo, el Dr. José María Rubio Paredes no se ha encontrado su partida bautismal. Su familia provenía de tierras de Almería, donde nació su padre, el también profesor José Puig y Varela en 1850. Su padre contrajo matrimonio con la Teresa Campillo Martínez y formaron una familia de siete hijos de la que Antonio era el primogénito.
Estudió Maestro Nacional en la Escuela Normal de Madrid, obteniendo su título en 1895, cuando el joven Antonio contaba sólo 19 años. Posteriormente, y debido a su trabajo como docente, tuvo que conseguir las titulaciones de Perito electricista (antes de 1907); Perito mecánico y profesor Mercantil (antes de 1928), lo que no costó gran esfuerzo al futuro historiador.
A la muerte de su padre, en Alumbres en 1904, la familia decidió trasladarse a Cartagena donde el joven Antonio entró como «Ayudante meritorio» en la Escuela Superior de Industrias de Cartagena. Consiguió ascender rápidamente debido a sus méritos y en 1932 fue nombrado Director de la Escuela Elemental y Superior del Trabajo, origen de la Universidad Politécnica de Cartagena de hoy en día, sucediendo a Blas Cánovas. Allí permaneció hasta su jubilación en 1947. Su actividad intelectual le acompañó hasta su muerte, dejando varias obras inéditas. Quienes le conocieron y trataron como García Vaso, prologuista de su penúltimo libro, dice que era: «Un hombre culto, bueno y modesto.» Carrasco Gómez dice que tenía: «Un método expositivo ordenado, examen reflexivo y maduro de los hechos, certero juicio crítico, sabiduría difusa y las rebeldías innatas de un hombre justo y bueno». Para Alberto Colao «...era un maestro. Todo lo demás en su vida era pura anécdota.»

## Obras
- Por la Patria, 1910.
- Joaquín Costa y sus doctrinas pedagógicas, 1911.
- La Revolución cantonal en Cartagena, 1911
- Historia de la Cruz Roja en Cartagena, 1912.
- Prefumo: Su historia y su política parlamentaria, 1914
- Excursiones marítimas de los cantonales, 1914.
- La emigración de los niños al cielo, 1917.
- Intervención de Alemania en el cantón murciano, 1918.
- Por los niños de amaneceres tristes, 1919.
- Regiones y capitalidades, 1924.
- Martínez Palao y sus doctrinas pedagógicas, 1929.
- Historia de la Cruz Roja durante las guerras civiles del siglo XIX, 1930.
- Elogio a Antonete Gálvez en el 33 aniversario de su muerte, 1931.
- El Cantón murciano, 1932.
- El general Borja: Su vida y su tiempo, (1733-1808), 1935.
- San Isidoro de Cartagena, Arzobispo de Sevilla, 1947.
- Cartagena, primera plaza fuerte espiritual de España, 1949.
- Cervantes en Murcia y Cartagena, 1951.
- Cancionero popular de Cartagena, 1953.
- El Arzobispado de Cartagena y su capital en Murcia, 1955.

De sus numerosas colaboraciones en prensa diaria y revistas, se pueden destacar los trabajos monográficos: 
- La actriz Antera Baus, (Revista Monteagudo, n.º 13, 1956)
- El poeta Juan Florán, (Revista Monteagudo, n.º 20, 1957)
- El actor Isidoro Maiquez, (Revista Monteagudo, n.º 37, 1962, publicación póstuma.

## Algunas distinciones
- Bibliotecario de la Real Sociedad de Amigos del País de Cartagena, (1906). Fue su primer cargo en la ciudad a la que estaba recién llegado.
- Académico de la Real Academia de Bellas Letras de Málaga, (1907)
- Medalla de mérito de la Real Sociedad Económica Valenciana de Amigos del País, (1907)
- Académico de la Real Academia de Buenas Letras de Barcelona, 1908.
- Académico de la Real Academia de Ciencias, Bellas Letras y Nobles Artes de Córdoba, (1911)
- Correspondiente de la Real Academia de la Historia, (1921)
- Cruz de la Orden del Mérito Naval con distintivo blanco, (1923)
- Caballero de la Orden Civil de Alfonso XII, (1925)
- Presidente Honorario de la Asociación Legal y Canónica de Caridad de Santomera, (1925).
- Presidente Honorario del Círculo Industrial de Santomera, (1926)
- Académico de la Real Academia Hispano-Americana de Ciencias y Artes de Cádiz, (1927)
- Corresponsal de la Real Sociedad Geográfica de Madrid, (1927)
- Medalla de Oro y placa de la Cruz Roja, (1931)
- Presidente del Colegio Pericial Mercantil de Cartagena, (1931)
- Secretario General de la Real Sociedad Económica de Amigos del País de Cartagena, (1934)